# Onthophagus variegatus
Onthophagus variegatus là một loài bọ cánh cứng trong họ Bọ hung (Scarabaeidae).